# Alla sera
Alla sera è un sonetto composto da Ugo Foscolo nel 1803 e inserito dall'autore in testa ai dodici sonetti nella definitiva edizione delle Poesie. Esso è, infatti, una sorta di premessa generale al momento di disagio umano e politico che Foscolo stava attraversando.
La sera offre, nel suo silenzio immobile, una momentanea immagine del dileguarsi di ogni forma di vita; il crepuscolo non è più sentito dal poeta come una drammatica sfida al destino, bensì come il perdersi dolce del sensibile e della vita stessa.

## Testo e parafrasi
|    | Alla sera                                  |  | Parafrasi                                              |
|    |                                            |  |                                                        |
|    | Forse perché della fatal quïete            |  | O sera, forse giungi a me così gradita                 |
|    | tu sei l'immago a me sì cara vieni         |  | perché sei l'immagine della morte                      |
|    | o Sera! E quando ti corteggian liete       |  | Sia quando ti accompagnano lietamente                  |
|    | le nubi estive e i zeffiri sereni,         |  | le nuvole estive e i piacevoli venticelli primaverili, |
|    |                                            |  |                                                        |
| 5  | e quando dal nevoso aere inquïete          |  | sia quando dal cielo nevoso,                           |
|    | tenebre e lunghe all'universo meni         |  | riversi sul mondo tenebre minacciose e lunghe          |
|    | sempre scendi invocata, e le secrete       |  | sempre scendi [da me] invocata, e occupi               |
|    | vie del mio cor soavemente tieni.          |  | dolcemente le vie nascoste del mio animo.              |
|    |                                            |  |                                                        |
|    | Vagar mi fai co' miei pensier su l'orme    |  | Mi fai vagare con i miei pensieri nella direzione      |
| 10 | che vanno al nulla eterno; e intanto fugge |  | che va [fino] al nulla eterno, e intanto trascorre     |
|    | questo reo tempo, e van con lui le torme   |  | questo tempo colpevole che si consuma con me,          |
|    |                                            |  |                                                        |
|    | delle cure onde meco egli si strugge;      |  | e con lui passano le schiere degli affanni;            |
|    | e mentre io guardo la tua pace, dorme      |  | e mentre io contemplo la tua pace, si placa            |
|    | quello spirto guerrier ch'entro mi rugge.  |  | quello spirito combattivo che freme dentro di me.      |

## Contenuti
Pubblicato nell'aprile del 1803 e composto nel novembre precedente, Ugo Foscolo dedica questo sonetto alla sera, momento della giornata che gli induce una profonda meditazione sulla morte.

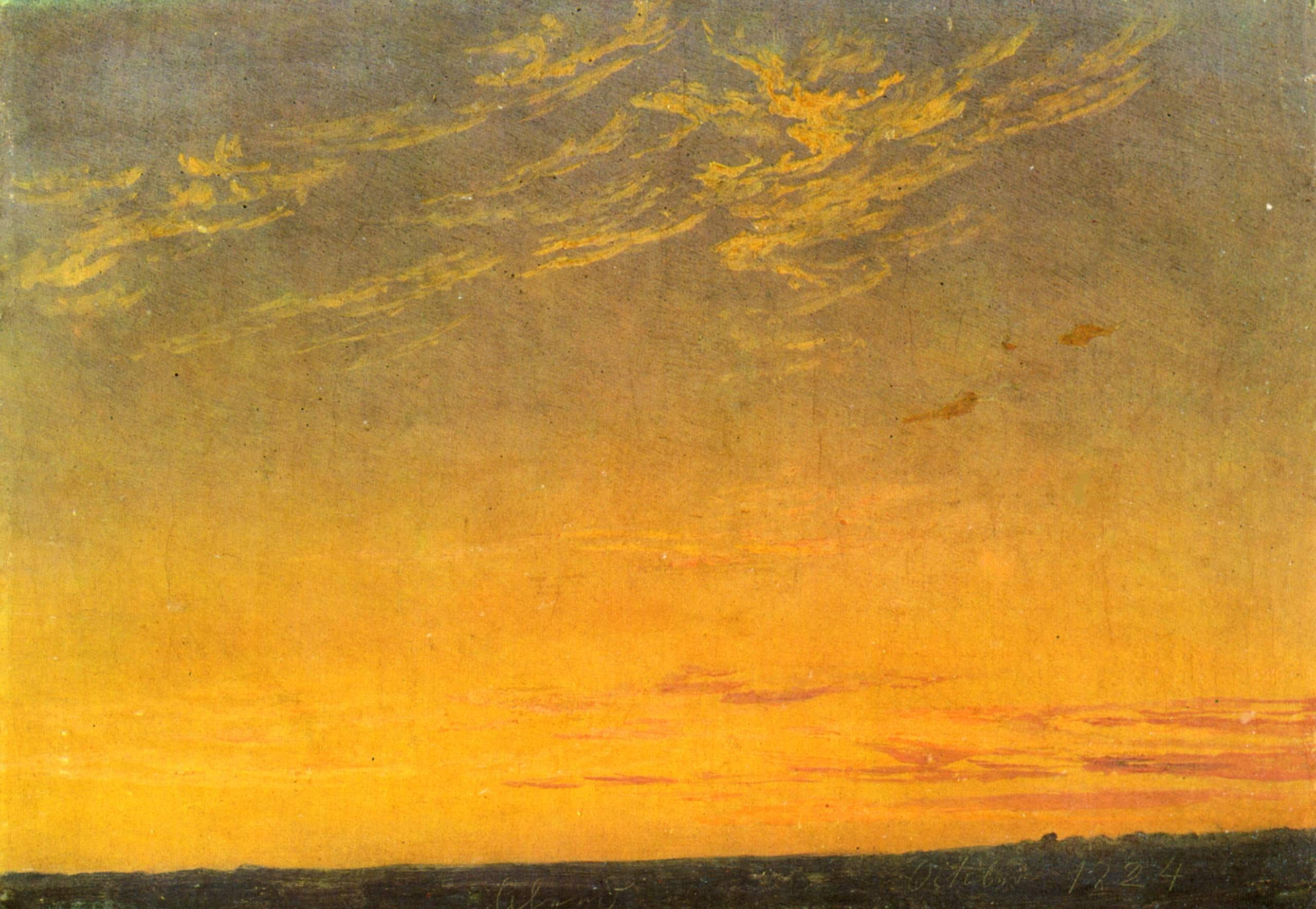
Caspar David Friedrich, Sera (1824); olio su cartone, 20 x 27.5 cm, Kunsthalle Mannheim

Foscolo inizia questa sua riflessione con un avverbio di dubbio, forse (v. 1), che contribuisce a creare una sospensione meditativa iniziale: sembra quasi che egli, in quel momento, stia riprendendo un dialogo interiore lungamente protrattosi. Foscolo, in effetti, sta contemplando la bellezza della sera, che apprezza in quanto placa il suo spirito ribelle e porta con sé una parvenza di dolcezza e di quiete, paragonabili a quella della morte. Foscolo spoglia questa riflessione di qualsivoglia accezione religiosa: la quïete, per antonomasia, designa la morte, che è fatal «perché a tutti assegnata dal destino», come evidenziò De Robertis. In questa locuzione è già attiva la concezione foscoliana della morte, intesa materialisticamente come un nulla eterno (v. 10), ovvero come un annullamento irreparabile e definitivo della vita, ma anche come uno stato di pace dove si placano i propri travagli interiori.
Notevole, infine, l'espressione reo tempo, che può fare riferimento alla vita burrascosa di Foscolo, alla situazione storica in cui è stato composto il sonetto, o alla tumultuosità della vita umana in generale. In queste parole c'è probabilmente la reminiscenza del latino Orazio, che nelle sue Odi pure delineò la crudeltà del tempo, colpevole di tormentare l'uomo di affanni e delusioni:
(Orazio, Odi, XI, 7-8)
Oltre alle Odi di Orazio agisce in questo sonetto anche il modello di Petrarca e dei suoi discepoli; dal poeta aretino Foscolo cita il cinquantaseiesimo sonetto del Canzoniere, Se col cieco desir che 'l cor distrugge, mentre da Giovanni Della Casa - celebre petrarchista del Cinquecento - Foscolo ha attinto l'espressione «feroce spirto un tempo ebbi e guerrero», coniando la locuzione spirto guerrier (v. 14). Si sente, infine, anche l'influenza della lirica tedesca di fine Settecento: come i poeti dello Sturm und Drang, infatti, Foscolo instaura parallelismi tra il proprio stato d'animo e la natura.

### La nozione del nulla eterno e la morte comeimago
Il concetto del nulla era già stato affrontato da Foscolo nel carme Al Sole (pubblicato nel 1797), dove appare anche l’immagine della sera e delle nubi che corteggiano il sole: “Tutto si cangia! / Tutto pere quaggiù! Ma tu giammai, / eterna lampa, non ti cangi? mai? / pur verrà dì che ne l’antiquo voto / cadrai del nulla, allora che Dio suo sguardo / ritirerà da te: non più le nubi / corteggeranno a sera i tuoi cadenti / raggi su l’Oceàno” (vv. 49-56).
E così prima di lui avevano scritto anche Young nella Notte (“O notte, o silenzio, o nulla, compagni terribili, indivisibili ed eterni. Ciascuno de’ miei pensieri è un pugnale, che mi trafigge il seno”) e Monti negli Sciolti a don Sigismondo Chigi. Tuttavia i due autori avevano affrontato l’idea del nulla in una concezione spiritualistica contrapponendola invece all’idea di immortalità. Foscolo è dunque il primo, già con Al Sole, a proporre il superamento del nulla con la stessa concezione della morte.
Scrive Di Benedetto, il Foscolo scopre la positività di per sé del nulla. La contemplazione della sera, alta esperienza estetica, porta il poeta a “vagar” con i pensieri “su l’orme che vanno al nulla eterno”. L’associazione più forte è dunque quella della sera con il poeta e con il vagare dei suoi pensieri: il pensiero che porta al nulla eterno si associa infatti con una situazione in cui tensioni interne e passioni si placano e trovano riposo.
Per pura associazione analogica, evitando ogni collegamento logico, Foscolo fa corrispondere l’alto momento di contemplazione della sera a una situazione serena che in modo diretto e intuitivo è anche il momento della morte, la quale si insinua come percezione, imago, un fantasma mai descritto se non come contemplazione e intuizione del tutto: dell’indefinito e dell’infinito, di ciò che non è tempo ma è poesia. Un annullamento analogo a quello di Saffo nell’ode All’amica risanata, presentata proprio quando si inserisce il motivo apparentemente in contrasto della morte, ma in realtà coerente perché corrispondente - come già ripetuto - al momento della contemplazione più elevata, rappresentando la necessità incombente di uscire dai limiti della finitezza e del tempo.
La stessa idea della morte come imago è citata in Omero con il termine greco εἴδωλον, riferendosi al momento in cui Ulisse ha cercato invano di abbracciare la madre Proserpina nell’Ade (“tre volte tentai di abbracciarla, l’animo me lo comandava, / e tre volte sfuggì alle mie mani come un’ombra o un sogno / sei forse un’immagine ingannevole inviata da Proserpina / per tormentarmi ancora?”) e nell’Eneide in riferimento all’abbraccio fra Enea e Anchise (“Così ricordando, insieme rigava il volto di molto pianto: / Tre volte tentò lì di gettargli le braccia al collo; / tre volte l’immagine invano / afferrata sfuggì alle mani, / uguale ai leggeri venti e molto simile al sogno”).

### Il ciclo lucreziano
La sera scende insieme al pensiero della morte verso l’animo del poeta sia in primavera (stagione vitale per antonomasia) sia in inverno. Si tratta della ripresa del noto concetto lucreziano del ciclo cosmico: per Lucrezio infatti l’alternarsi delle stagioni rappresenta il ciclo infinito di nascita e distruzione, mentre dall’altra parte sta la vita dell’uomo, quell’esistenza lineare e dunque finita. Stavolta però, grazie alla contemplazione e alla poesia, l’uomo può sfuggire alla condanna del tempo finito ed elevarsi al ciclo infinito della natura, assimilandosi ad essa.

### Il ricordo del passato
Tale concetto di eternità è reso da Foscolo anche con l’omissione di ogni verbo o sostantivo che possa riferirsi al passato o al presente. In una prima redazione del sonetto il poeta aveva infatti scritto che la Sera lo faceva vagare “su l’orme / de’ cari anni passati” (ricollegandosi a un suo saggio su Lucrezio in cui affermava che lo scorrere del tempo lo faceva guardare al passato) e che con il dileguarsi del tempo “van con lui le torme / delle cure or meco egli si strugge”. In un primo momento la serenità resa dalla sera si realizzava dunque con il ricordo degli anni più giovanili, di un’infanzia ignara del male. Durante la riscrittura del sonetto tuttavia Foscolo interrompe il circuito presente/passato, ed è qui che si rapporta veramente al nulla eterno, in un contesto in cui non si possono mettere in rapporto le coordinate temporali.

### Lo scorrere del tempo e degli affanni
Resta comunque intatta l’immagine del tempo che fugge, evidentemente ripresa dalle Georgiche di Virgilio in un passo (“ma fugge intanto, fugge irrecuperabile il tempo” III, 284) poi tradotto anche da Petrarca in Rime 264 (“e parte il tempo fugge”). Ma anche stavolta in Virgilio e Petrarca il fuggire del tempo è visto con rimpianto: per Virgilio è il rimpianto di non poter portare a termine ogni progetto, per Petrarca il rammarico di non occuparsi adeguatamente di se stesso e della sua anima di cristiano.
Foscolo allora rovescia i suoi modelli precedenti caricando il fuggire del tempo di una valenza positiva: il tempo nonostante sia “reo”, malvagio (e non più irrecuperabile come in Virgilio), non è più un motivo di rimpianto a causa del suo dileguarsi, ma corrisponde a un processo di acquietamento delle passioni interne. Foscolo, a differenza degli altri due autori, non ha infatti un disegno progettuale, non ha un futuro davanti a sé, e proprio questo che costituisce il fondamento di un senso nuovo del tempo.
Lo stesso scrive ad Antonietta Fagnani Arese: “Ho tante ragioni per fuggire la società, e la vita mi costa ogni dì tante lagrime, ch’io non aspetto se non il momento di dire addio a tutto il mondo e di terminare i miei tormenti e i miei giorni”. I tormenti citati nella lettera non sono altro che “le torme delle cure” che il tempo porta via con sé nel sonetto: l’insieme degli affanni dunque che secondo Foscolo (commento alla Chioma di Berenice) sono causa dell’ipocondria descritta da Ovidio, per il quale l’angoscia può essere diluita con lo scorrere del tempo. Così anche in Virgilio “il Lutto e gli Affanni” sono troncati dall’arrivo del “Sonno, parente della morte” e della “Guerra, portatrice di morte” (Eneide, vv. 274-282).

### Lo "spirto guerrier"
Come abbiamo letto, all’immagine del tempo che fugge con gli affanni si oppone quella della contemplazione della pace che addormenta “lo spirito guerriero” che gli ruggisce dentro. Inizialmente, la parola “spirto” era sostituita da “istinto”, anche se poi Foscolo la cambiò perché probabilmente poteva confondersi con l’accezione di istinto come elemento vitale, dunque incompatibile con l'immagine presentata nel sonetto.
Il modello dello “spirto guerrier” è stato indicato dalla critica nelle Rime di Giovanni Della Casa, il quale presenta prima il proprio “feroce spirito e guerrero”, contrapponendolo poi al desiderio di “riposo e pace”: “Feroce spirto un tempo ebbi e guerrero, / e per ornar la scorza anch’io di fore, / molto contesi; or langue il corpo, e ‘l core / paventa, ond’io riposo e pace chero”. Ma se nel Della Casa si inserisce l’idea tragica della fine della vita, in Foscolo si tratta invece dell’alternarsi di giorno e sera, di primavera e inverno.
L’intensità delle passioni è inoltre resa da Foscolo con il gioco fonico su base /r/, per cui anche stavolta la parola “istinto” poco poteva aiutare.
Ancora nella lettera ad Antonietta Fagnani, lo scrittore si chiede “perché deve più questo infelice vivere e tormentarsi; e non trovare mai pace; ed essere sempre in guerra con se medesimo e con gli altri”, con l’affermazione finale che “io gemerò; ma in un sacro ed eterno silenzio”.
Il “sacro ed eterno silenzio” della lettera si può dunque accostare al “nulla eterno” del sonetto; e con un procedimento analogo, anche nella lettera la prospettiva di terminare i propri tormenti e la propria vita è messa a confronto con la guerra interiore nella quale Foscolo è coinvolto.

### Confronto con la bozza poeticaE tu scendevi o Voluttà
Vincenzo Di Benedetto ha fatto notare alcuni potenziali collegamenti fra il presente sonetto e un abbozzo poetico - E tu scendevi o Voluttà - che si ritiene scritto intorno al 1799-1800.
O voluttà madre della natura

Bella Venere, sola divinità

Che in Grecia invocava Epicuro

E che dal Caos cacciando la notte oscura

Donavi la vita, e la fecondità

Il sentimento e la felicità

A questa folla innumerabile cattiva

D’esseri mortali, a una sola tua voce.

Tu - - con [uno sguardo] un sorriso [il di]

Disarmi il dio della [Guerra], e fai tacere

[La folgore] il tuono e le folgori del

Re de’ Cieli mentre egli sospira fra le tue braccia.

Te dea fuggono i venti e le tempeste:

- - - riverenti allor che passi

Facendo nascere sotto a tuoi pie’

tutti i piaceri che consolano la terra.»
(Ugo Foscolo, E tu scendevi o Voluttà, 1799-1800 c.a., dai manoscritti foscoliani della Biblioteca Nazionale di Firenze)
L’immagine dello scendere della Voluttà trova un riscontro preciso nello scendere della sera, anzi il frammento permette di approfondire il carattere religioso di “sempre scendi invocata”. Già era comune nella tradizione letteraria l’idea dello “scendere” collegata a quella del piacere, ma in questo caso la novità consiste nel fatto che la Voluttà alla quale è associata l’idea dello scendere è considerata esplicitamente come una “divinità” ed è oggetto di invocazione: la dimensione religiosa è dunque prevalente. Ma il “sempre […] invocata” di Alla Sera può anche confrontarsi con l’invocazione alla luna nell’Ortis: “Ti ho sempre salutata mentre apparivi a consolare la muta solitudine della terra” (271).
Il sonetto Alla Sera, per concludere, può considerarsi più maturo del frammento alla Voluttà: nella bozza poetica infatti l’invocazione è affidata ad Epicuro e si svolge dunque nel passato, mentre nel sonetto l’invocazione è del poeta stesso e lo scendere della sera è interiorizzato, riproducendo il ritmo stesso dell’esistere quotidiano.

## Analisi del testo

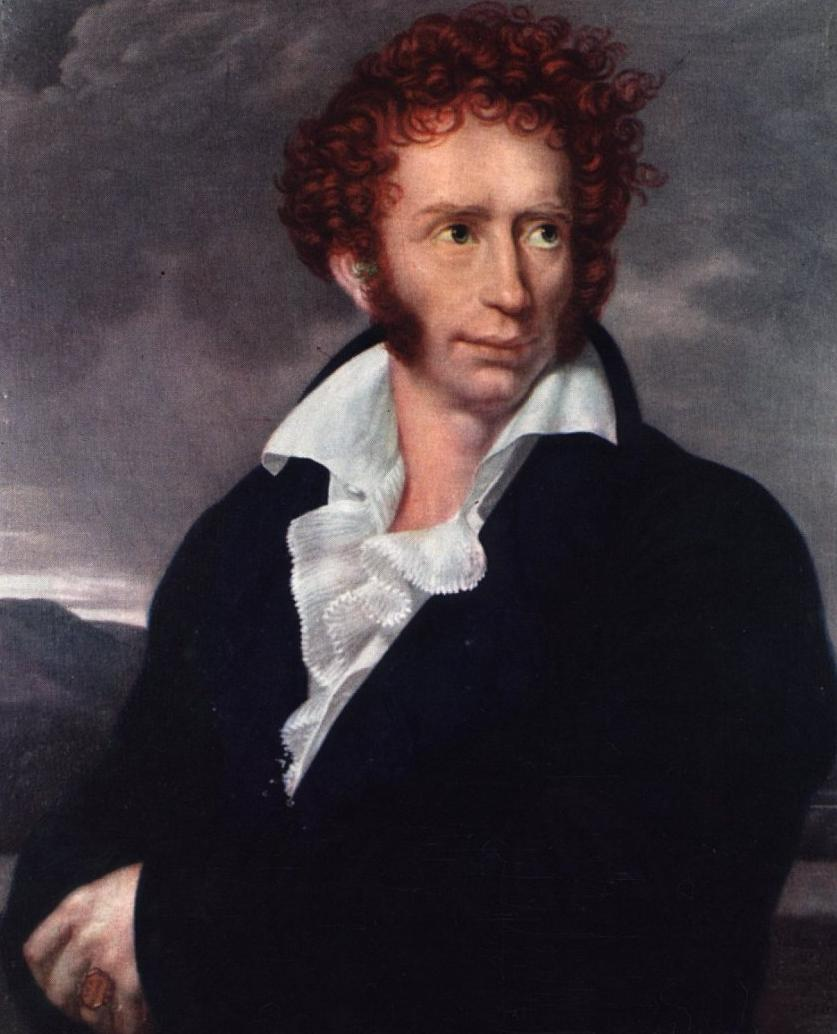
François-Xavier Fabre, Ritratto di Ugo Foscolo (1813); olio su tela, Biblioteca Nazionale di Firenze

### Struttura metrico-stilistica
Alla sera risponde alla forma metrica del sonetto. Il testo si compone di quattordici versi, tutti endecasillabi, raggruppati in due quartine e due terzine, per un totale di quattro strofe; lo schema delle rime è ABAB, ABAB; CDC, DCD.
L'ordine e la misura calibrata dei versi di questo sonetto sono sostenuti dalla diversa caratterizzazione delle quartine e delle terzine. Le prime presentano un ritmo calmo e meditativo, affidato alla lunga esclamazione iniziale e alla marcata continuità sintattica, sottolineata dal parallelismo «E quando ... e quando ...». Per le terzine, invece, Foscolo adotta una sintassi molto più concitata ed incalzante, basata sull'impiego pressoché sistematico della coordinazione per polisindeto e sull'insistenza dei verbi di movimento («vagar», «vanno», «fugge», «van», «si strugge»). La diversità del ritmo tra quartine e terzine è dovuta anche al diverso utilizzo dell'enjambement; nelle quartine riguarda il nesso aggettivo/sostantivo, con la funzione di attenuare l'intensità dell'aggettivo e di dilatare la struttura dell'endecasillabo, mentre nelle terzine riguarda il nesso verbo/complemento, così da drammatizzare il dettato.

### Figure retoriche
Alla sera è accompagnato da:
- numerosi enjambement: «della fatal quïete / tu sei l'immago» (vv. 1-2); «a me sì cara vieni / o Sera!» (vv. 2-3); «inquïete / tenebre e lunghe» (vv. 5-6); «le secrete / vie del mio cor» (vv. 7-8); «su l'orme / che vanno al nulla eterno» (vv. 9-10); «fugge / questo reo tempo» (vv. 10-11); «le torme / delle cure» (vv. 11-12); «dorme / quello spirto guerrier» (vv. 13-14);
- una sineddoche: «zeffiri» (v. 4);
- due metafore, una al v. 1 («fatal quïete») e una al v. 11 («torme»). Di «fatal quïete», connotante la morte, si è già parlato nel paragrafo Contenuti; «torme», vocabolo tipico delle Ultime lettere di Jacopo Ortis, indica invece gli affanni, descritti come schiere, che hanno logorato la vita di Foscolo.[1]
- due ossimori: «fatal quïete» (v. 1) e «nulla eterno» (v. 10);
- allitterazioni ai vv. 9-11, con il ripetersi della v, e nei vv. 12-14, con il ripetersi della r.
- un'antitesi all'ultimo verso: «e mentre io guardo la tua pace, dorme / quello spirto guerrier ch'entro mi rugge»
- un'anafora ai vv. 3 e vv. 5 «E quando».